# Банное (Удмуртия)
Банное (удм. Мунчогурт) — деревня в Завьяловском районе Удмуртской Республики Российской Федерации.

## География
Находится в 25 км к северо-востоку от центра Ижевска и в 21 км к северо-востоку от Завьялово. Расположено на реке Июль при впадении в неё притока Пуксевайка. Примыкает к южной окраине деревни Новокварсинское.

## История
До 25 июня 2021 года входило в Италмасовское сельское поселение, упразднённое в связи с преобразованием муниципального района в муниципальный округ.

## Население
| 2010 | 2012 |
| ---- | ---- |
| 302  | ↗303 |

## Инфраструктура
Личное подсобное хозяйство.
Основа экономики — сельское хозяйство.

## Транспорт
Деревня доступна автотранспортом. Остановка общественного транспорта «Банное».